# Drusilla sabahensis
Drusilla sabahensis (лат.) — вид жуков-стафилинид рода Drusilla из подсемейства Aleocharinae.

## Распространение
Юго-Восточная Азия: Сабах (остров Калимантан, Малайзия).

## Описание
Мелкие коротконадкрылые жуки, длина около 4 мм. Тело блестящее, черновато-бурое, усики коричневые с двумя базальными члениками и основанием третьего желтовато-красные, ноги желтовато-красные, бёдра жёлтые с коричневым дистальным концом. Второй членик усика короче первого, третий длиннее второго, четвертый-седьмой длиннее ширины, восьмой равен длине ширины, девятый и десятый поперечные. Глаза очень большие, если смотреть сверху. Передняя часть тела лишена сетчатости. Пунктировка головы поверхностная и отсутствует на продольной срединной полосе. Антенны относительно длинные. Переднеспинка длиннее ширины, с широкой центральной бороздкой. Голова относительно небольшая и округлая, с чётко выраженной шеей и с очень коротким затылочным швом, оканчивающимся проксимальнее щеки.

## Систематика
Вид был впервые описан в 2014 году итальянским энтомологом Роберто Пачэ (1935—2017). Новый вид также похож на Drusilla foeda с Борнео, но средние и задние бёдра явно двуцветные, промежуточные членики усика длиннее своей ширины (поперечные у D. foeda), а вершина эдеагуса при виде снизу резко расширена (у D. foeda не расширена). Вид и род относят к подтрибе Myrmedoniina в составе трибы Lomechusini.